# Гашака-Гумти
Национальный парк Гашака-Гумти — самый большой национальный парк Нигерии. Был основан на базе двух заповедников в 1991 году и является крупнейшим национальным парком Нигерии, занимая примерно две трети суши Нигерии. Расположен в горном районе северо-востока Нигерии, в восточных провинциях Тараба и Адамава на границе с Камеруном и непосредственно к северу от плато Мамбилла. Общая площадь составляет около 6402 км², большая часть северной части представляет собой саванну, в то время как южная часть парка имеет пересеченную местность, характеризующуюся очень гористыми, крутыми склонами, а также глубокими долинами и ущельями, покрытыми лесами. Высота над уровнем моря варьируется от 457 метров (1499 футов) в северном, более плоском углу парка, до 2419 метров (7936 футов) в районе Чаппал-Вадди — самой высокой горы Нигерии, которая находится в южной части парка. Это важный водосбор для реки Бенуэ. Река довольно полноводна даже в течение заметно сухого сезона. Анклавы местных скотоводов — фулани — существуют в пределах границ парка, что позволяет им заниматься сельским хозяйством и выпасом.
В высокогорье в пределах парка существуют два различных типа среды обитания: горный лес, ограниченный полосой кустарников вдоль ручьев, долин и крутых склонов; и горные луга, которые встречаются повсюду между ними.

## Фауна
Фауна национального парка очень разнообразна. 103 вида млекопитающих были зарегистрированы при переписях. Виды включают в себя дукеров, африканскую золотую кошку, африканского буйвола, наибольшую популяцию шимпанзе в Нигерии, которая встречается в пределах национального парка. Для защиты животных и экосистем был запущен проект сохранения приматов. В национальном парке обитают также африканские слоны, клиппшпрингеры, западноафриканские дикие собаки, крупнейшая в мире антилопа — гигантская канна и другие виды антилоп; из растений — обширные заросли горного тростника на плоскогорье Адамава. В крупных нетронутых реках водятся бегемоты, крокодилы, выдры и множество рыб.
Птичий мир очень богат и разнообразен: здесь насчитывается около 1 миллиона птиц. Парк официально помечен как один из «Важных птичьих районов Африки», и в нем насчитывается более 500 видов. Исследователи и любители ведут наблюдения за птицами постоянно добавляют новые виды в список.

## Флора
В ноябре 2002 года были обнаружены редкие на африканском континенте леса (англ. Afromontan forest), которые, как правило, встречаются в хорошо обводненных районах, включая овраги и склоны, обращенные к югу, с эндемичными видами растений в 8 км от возвышенности, прилегающей к парку. Леса встречаются здесь на высоте 1600—1670 м над уровнем моря и примерно в 1200 км от ближайших популяций на архипелаге Афромонтане. Было предложено расширить границы парка, чтобы защитить леса.